# Kopis

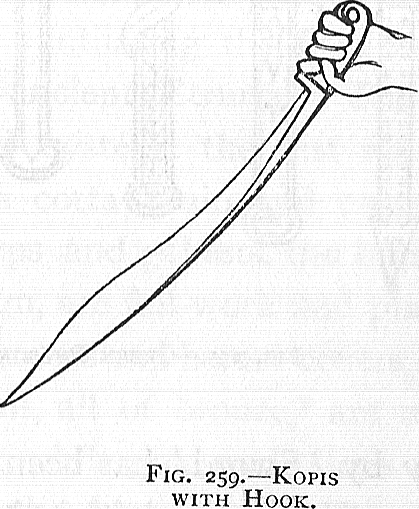
Ilustración que muestra un kopis con una empuñadura en gancho. Contemporáneo del arte griego que a menudo lo representa sobre el hombro, en guardia, preparando un fuerte giro descendente.

El término kopis (del griego antiguo  κοπίς, plural kopídes puede venir del griego κόπτω - "kóptō", "pegar, golpear"; aunque también se ha postulado que puede provenir de la palabra khopesh del egipcio antiguo) podía describir en la Antigua Grecia a un cuchillo con filo recurvado hacia adentro, usado principalmente como herramienta para cortar carne, o para sacrificar animales, o a una espada pesada para cortar y apuñalar con una forma similar.

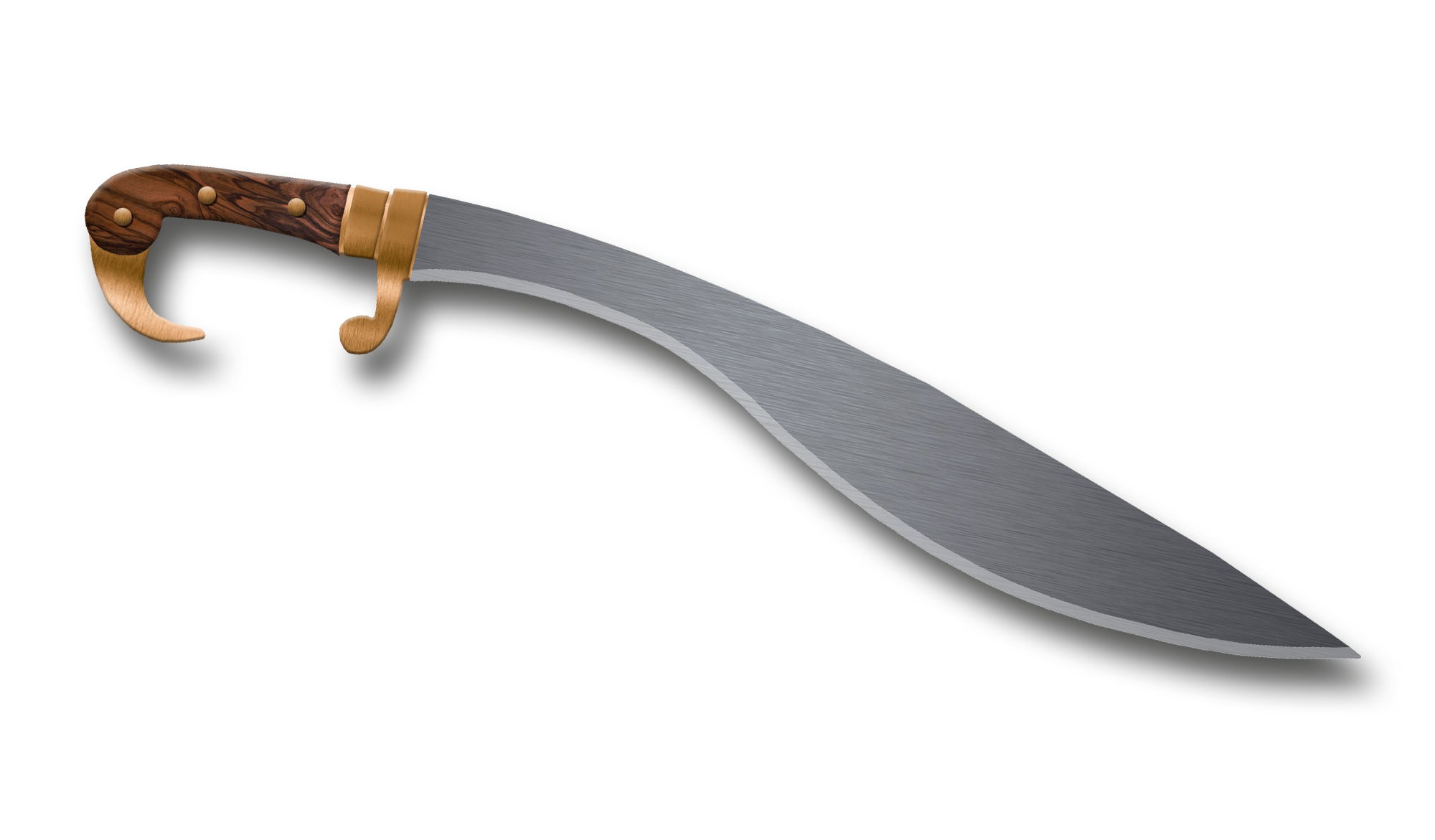

## Descripción
La espada Kopis estaba diseñada para ser usada con una mano. Ejemplos tempranos muestran una hoja de hasta 65 cm., haciéndola de un tamaño muy similar a la spatha. Los ejemplares macedonios posteriores tienden a ser más cortos, con una hoja de aproximadamente 48 cm. El kopis tenía un solo filo que se curvaba hacia adentro, resultando cóncavo en la zona cercana a la guarda, pero volviéndose convexa cerca de la punta. Esta forma, generalmente denominada "recurva," distribuye el peso de manera tal que el kopis era capaz de dar un golpe con el momentum de un hacha, manteniendo a la vez el filo largo de una espada y la capacidad de apuñalar.

## Historia
Esta espada se introdujo en Grecia a finales del siglo VI a. C.. Aunque el xifos, la espada normal de los hoplitas, siguió usándose en la época macedonia, el kopis ganó mucha mayor popularidad, y gradualmente fue reemplazando a la espada hoplita. En España se han encontrado algunos ejemplares. Aunque el nombre de la espada podría indicar un origen egipcio (por su diseño y nombre similar al khopesh, asimismo por el hecho de que la utilizaran especialmente desde la época helenística), algunos estudiosos indican que el origen de la espada podría ser etrusco, ya que se han encontrado ejemplares en el siglo VII a. C. en Etruria.

## Armas similares
Es a menudo comparada con el corto kukri nepalés y con la falcata ibérica y puede ser su predecesor. La palabra es un sustantivo griego en femenino singular derivado del verbo κόπτω (koptô), que significa "cortar." La diferencia del significado entre kopis y májaira (otra palabra griega de significado similar) no está completamente clara en los textos antiguos, pero los modernos especialistas tienden a usar ambos términos para referirse al tipo de armas curvas. La única diferencia real sería sólo la dirección de la curvatura de la hoja.
Aunque kopis es una palabra griega, los antiguos griegos no usaban a menudo hojas curvas en la guerra, prefiriendo las rectas como el xifos, con muchas más posibilidades. Jenofonte, sin embargo, recomendaba el uso de la curva májaira para la caballería en su obra De la equitación, como se puede ver en la siguiente cita: 

..recomendamos la májaira mejor que el kopis, pues debido a la posición elevada del jinete será más adecuada... (kopídos...hē plegē)

El arte griego muestra que los soldados persas empuñaban antes el kopis o un hacha, que la acinaces persa (de hoja recta).
Se ha sugerido que el yatagán, utilizado en los Balcanes y Anatolia durante el período otomano, era un descendiente directo de los kopis.